# 인천남동고등학교
인천남동고등학교(仁川南洞高等學校)는 대한민국 인천광역시 남동구 논현동에 위치한 공립 고등학교이다.

## 학교 연혁
- 2007년 12월 31일 : 인천은봉고등학교 8학급(특수학급 1학급) 완성 시 36학급(특수학급 1학급) 설립인가(조례 4142호)
- 2008년 3월 1일 : 인천은봉고등학교 개교, 박경훈 초대 교장 취임
- 2008년 3월 4일 : 제1회 입학식(8학급 241명)
- 2008년 5월 19일 : 인천남동고등학교로 교명 변경(조례4167호)
- 2010년 6월 6일 : 교육과학기술부 과학중점학교 지정
- 2011년 2월 9일 : 제1회 졸업식(졸업생 192명)
- 2024년 2월 7일 : 제14회 졸업식(9학급 221명, 누계 4,078명)
- 2024년 3월 1일 : 제6대 이상섭 교장 취임
- 2024년 3월 4일 : 제17회 입학식(9학급 226명)

## 참고 자료
- 인천남동고등학교 - 한국교육학술정보원 학교알리미